# 조지 알핫산
조지 알핫산(영어: George Alhassan, 1955년 11월 11일 ~ )는 가나 출신의 축구 선수이다. K리그에서 등록명은 알핫산을 사용하였으며 공격수로 활약하였다.
1983년 대통령배 국제축구대회에 가나 축구 국가대표팀 소속으로 참가하여 인상깊은 활약을 펼쳤고 현대 호랑이에 1984년 6월 입단하였다. 가나 축구 국가대표팀 출신으로 가나 출신 첫번째 K리그 진출 선수로 1978년 아프리카 네이션스컵, 1982년 아프리카 네이션스컵 우승 주역으로 1982년 대회에는 4골로 득점왕까지 차지하는 화려한 경력을 가졌지만 당시에는 잘 알려지지 않았다.
그 해 8월말 기후 조건 등이 맞지 않아 본국으로 돌아갔으며 1984 시즌 동안 시즌 통산 11경기 4득점-3도움 (정규리그 11경기 4득점-3도움)의 기록을 남겼다.

## 참고 자료
- 가나 출신 K리거 알하산의 추억, “1980년대 K리그는…
- 'K리그 1호 아프리카 선수' 알핫산 "돼지고기 때문에 한국 떠나"